# 斉藤滋与史
斉藤 滋与史（齊藤 滋与史、さいとう しげよし、1918年〈大正7年〉8月9日 - 2018年〈平成30年〉8月9日）は、日本の実業家・政治家。富士市名誉市民。静岡県知事（第47・48代）、建設大臣（第44代）、衆議院議員（6期）、富士市長、吉原市長、大昭和製紙社長などを歴任した。
大昭和製紙の創業者、斉藤知一郎の次男。防衛庁長官を務めた元衆議院議員の斉藤斗志二は甥で養子。

## 人物
静岡県出身。五年制男子校・静岡県立沼津中学校（現：静岡県立沼津東高等学校 共学）を経て、早稲田大学商学部卒業。大学卒業後の1940年、父・斉藤知一郎が創業した大昭和製紙に入社した。1961年より大昭和製紙副社長。
1964年、吉原市長に初当選し1966年の市町村合併により初代富士市長。1969年、第32回衆議院議員総選挙に自由民主党公認で旧静岡2区（定数5）に立候補し、トップ当選。以後、6期連続で当選し、うち4回はトップ当選だった。国土政務次官、労働政務次官を経て、1980年、鈴木善幸内閣で建設大臣に任命され、初入閣した。また田中派に所属し、同派の若手議員で結成された「七日会」の会長も務めていた。1982年、大昭和製紙社長に就任し、経営危機に瀕した同社の再建に尽力した後、1983年11月に辞任。
1986年、山本敬三郎の引退に伴い静岡県知事選挙に自民党公認（公明党支持）で立候補し、当選。1990年の静岡県知事選挙では自民・公明・民社3党の推薦及び日本社会党の支持を受け、与野党の相乗りで再選。知事在任中は静岡空港、富士山こどもの国、小笠山総合運動公園の建設等、21世紀に向けた県土の発展に寄与したが、1993年、病気を理由に任期を1年残して静岡県知事を辞任した。
趣味は囲碁、ゴルフ、小唄。
2018年8月9日7時15分、心不全のため富士市の病院で死去した。100歳没。生没同日で100歳を迎えた当日の死去であった。没後、従七位から従三位に進階。

## 栄典
1988年秋の叙勲 - 勲一等瑞宝章受章

## 家族・親族

### 斉藤家
（静岡県吉原市（現富士市）、東京都）
- 父・知一郎（実業家・大昭和製紙創業者）
- 兄・了英（実業家・大昭和製紙名誉会長）
- 弟
喜久蔵（実業家・大昭和製紙社長）
孝（実業家・大昭和製紙社長）
- 甥
斉藤斗志二（政治家・元防衛庁長官）
斉藤知三郎（実業家・大昭和製紙監査役）
斉藤四方司（実業家・ジーク証券元会長兼社長）
- 妻・和可子（トヨタ自動車名誉会長豊田章一郎の妹、トヨタ自動車創業者豊田喜一郎の二女[11]）